# Nữ thần nước

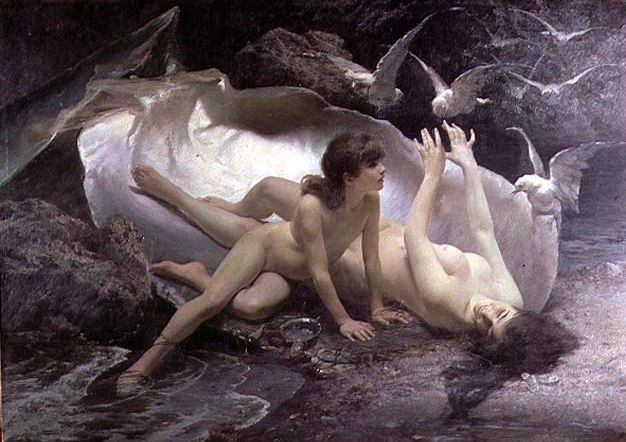
Hai nữ thần nước

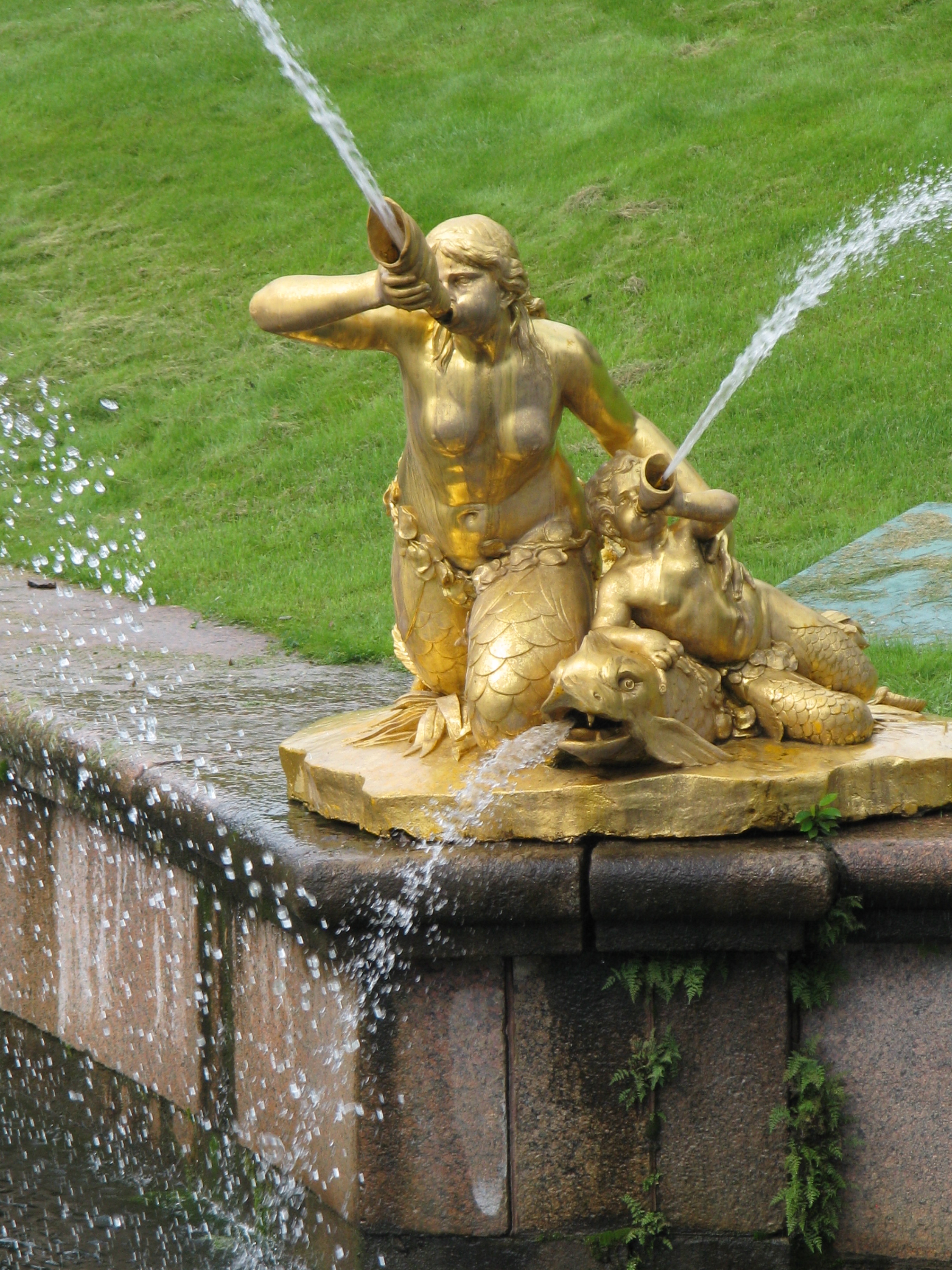
Tượng nữ thần nước

Nữ thần nước hay Naiads là một vị thần nữ trong thần thoại Hy Lạp (tiếng Hy Lạp: Ναϊάδες là từ ghép giữa từ νάειν có nghĩa "dòng chảy", và νᾶμα có nghĩa là "nước") đây là vị thần thường ngự trên đài phun nước, giếng, khe và suối. Họ khác biệt với các vị thần sông, họ ngự trên những con sông thường sống ở vùng nước tĩnh lặng của hồ đầm lầy, ao và đầm phá. Bản chất của Naiads giống hình thù của một con nhộng nước vì vậy nếu cơ thể của cô khô héo thì cô sẽ phải chết. Naidas phản ánh khát vọng của người Hy Lạp cổ về sự cần thiết của yếu tố nước. Naiads có thể trở nên khá nguy hiểm đối với những người bộ hành và những người đi lạc, những cô nữ thần Naiads sẽ xuất hiện biến hóa và quyến rũ những khách bộ hành này.

## Hình ảnh

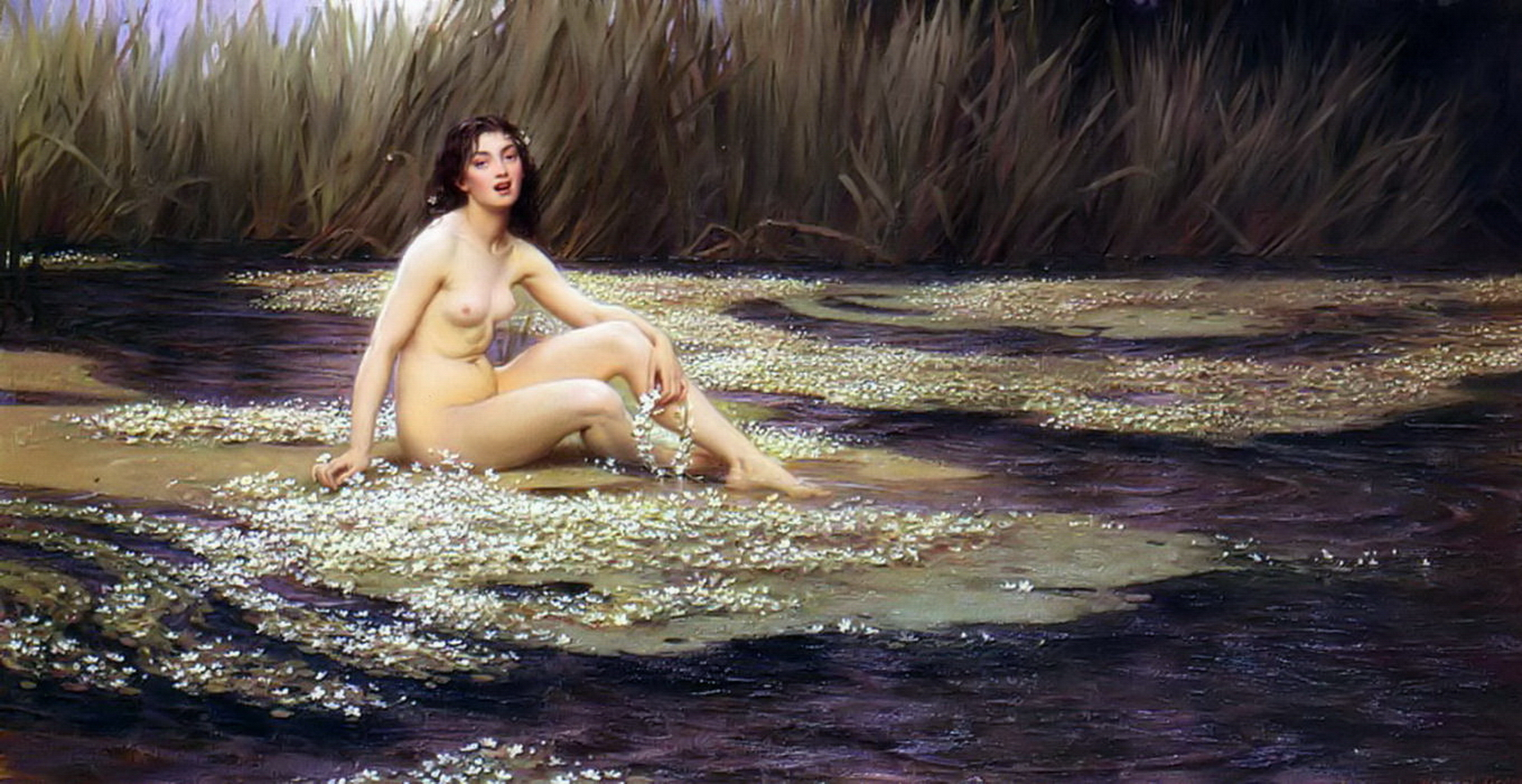
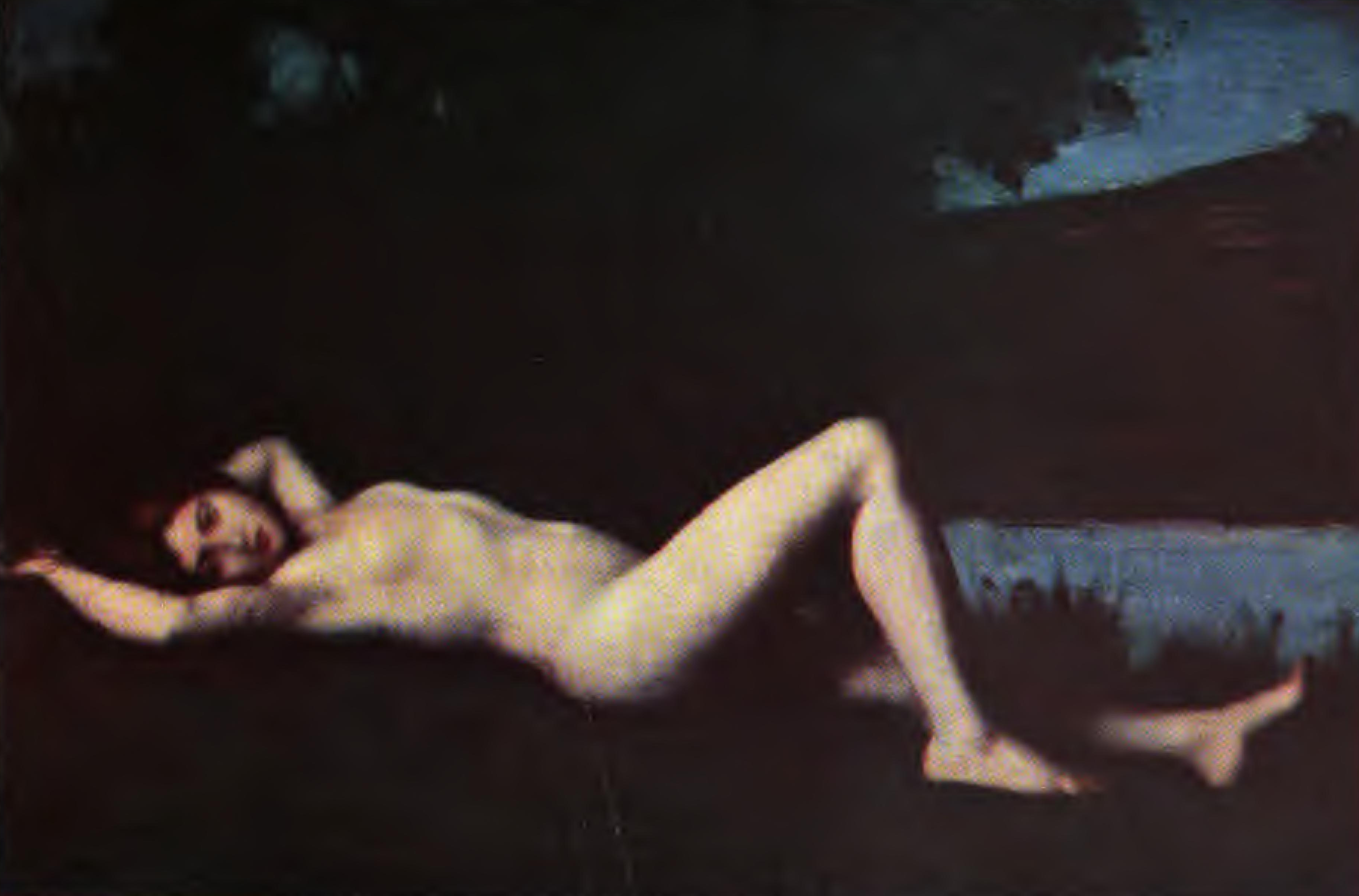
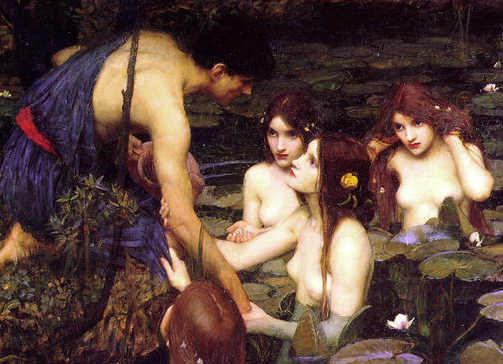